# Bernard-Valville
François Bernard dit Bernard-Valville, né à Clermont-Ferrand le 6 février 1767 et mort dans l'ancien 1er arrondissement de Paris le 15 novembre 1828, est un auteur dramatique et un librettiste français.

## Biographie
Fils d'un avocat au Parlement, ses études l'amènent au théâtre, où il joue quelques années sous le nom de Bernard-Valville, avant de s'essayer à l'écriture dramatique avec quelques succès. Venu à Paris en 1795, il fait représenter ses pièces dans plusieurs théâtres parisiens. Mais la carrière des armes l'attire. Il accompagne le général Decaen à Pondichéry puis à l'Ile Maurice lorsque celui-ci en devient gouverneur, et poursuit sa carrière en France jusqu'à l'effondrement de l'Empire. La période de trouble qui suit les Cent-Jours l'incite à retourner  l'île Maurice, où il sera nommé sous-proviseur du Collège Port-Louis, puis professeur de rhétorique. Il ne rentrera à Paris qu'en juin 1822, six ans avant sa mort.
Il avait pour frère jumeau le poète Jacques Bernard (1767-1842), également militaire (capitaine de hussards) et chevalier de la Légion d'Honneur, et qui deviendra son légataire universel.
Ses pièces ont été représentées sur les plus grandes scènes parisiennes du XIXe siècle : Théâtre de la Gaîté, Théâtre Feydeau, etc.

## Œuvres
Théâtre
- 1794 : Les Deux Perruques, comédie nouvelle en un acte et en vers, au théâtre de la République de Bordeaux. Imprimée à Bordeaux chez Lafforest, l'an 3 de la République.
- 1795 : Le Miguelet, opéra en un acte, musique d'Antonio Bartolomeo Bruni (date et lieu de représentation inconnus). Non imprimé[6].
- 1798 : L'Épreuve par ressemblance, comédie en 1 acte et en vers, avec Étienne Gosse. Non imprimée.
- 1799 : L'Épicière bel-esprit, comédie en 1 acte, en prose, avec Étienne Gosse, au théâtre Montansier (29 mars)
- 1799 : Les Deux Tableaux parlants, ou le Dîner interrompu, comédie en un acte en prose, au théâtre de la Gaîté (15 mai)
- 1799 : Kiki, ou l'Île imaginaire, comédie-folie en 3 actes, en prose, mêlée de chant, danse, pantomime, cérémonies burlesques, etc., avec Eugène Hus, au théâtre de la Gaîté (9 novembre)
- 1800 : L'Horloge de bois, ou un Trait d'humanité, comédie en 1 acte, mêlée de vaudevilles, au théâtre de la Gaîté (an VIII)
- 1800 : Marcelin, opéra-comique en 1 acte et en prose, musique de Louis-Sébastien Lebrun, au théâtre Feydeau (23 mars)
- 1800 : Le Petit Gagne-petit, ou l'Erreur d'une mère, comédie en 1 acte, en prose, mêlée de vaudevilles, au théâtre de la Gaîté (26 mars)
- 1800 : La Lanterne magique, ou le Retour des époux, comédie en un acte et en prose, au théâtre des Jeunes-Artistes (14 mai)
- 1800 : Pygmalion à Saint-Maur, farce-anecdotique, en 1 acte et en vaudevilles, trouvée à Charenton, avec Charles-Guillaume Étienne et Étienne Gosse, au théâtre des Troubadours (28 juin)
- 1800 : Le trompeur trompé (en), opéra comique en un acte et en prose, musique de Pierre Gaveaux, au théâtre Feydeau (2 août)
- 1800 : Augustine et Benjamin, ou le Sargines de village, opéra-comique en 1 acte, avec Eugène Hus, au théâtre Feydeau (4 novembre)
- 1800 : Vert-Vert, ou le Perroquet de Nevers, opéra-comique en 1 acte, en prose, d'après Vert-Vert, poème de Jean-Baptiste Gresset, musique de Jean-Antoine Gaultier, au théâtre des Jeunes-Artistes (3 décembre)
- 1802 : Le Retour inattendu, opéra-comique en 1 acte, musique de Pierre Gaveaux, au théâtre Feydeau (28 mars). Non imprimé.
- 1810 : Henriette et Adhémar, ou la Bataille de Fontenoy, mélodrame en trois acte et en prose, imité du théâtre allemand, avec Louis-Charles Caigniez, musique de Charles-Joseph Gérardin-Lacour[7], au théâtre de l'Ambigu-Comique (25 septembre)
- S. d. : La Comédie sans acteurs, comédie en 1 acte. Non imprimée.
- S. d. : Le Dévouement filial, drame en 3 actes. Non imprimé.
- S. d. : L'École des épouses, drame en 3 actes. Non imprimé.

Varia
- 1797 : Réponse à quelques infortunés qui se plaignent du régime actuel, chanson
- 1820 : Épître à mon frère, en réponse à la sienne, Clermont-Ferrand, imprimerie Landriot.

Œuvre attribuée à tort à Bernard-Valville
- 1773 : Le Dépit amoureux, comédie de Molière, "retouchée et mise en deux actes par Mr Valville, comédien français"[8]. Nouvelle édition en 1787[9] puis en 1798[10]. Reprise au Théâtre-Français en 1821 (4 janvier)[11].

## Distinctions
- Chevalier de la Légion d'Honneur (décret impérial du 19 novembre 1813)[12].